# Honda Goldwing
Honda Gold Wing é uma motocicleta gran-turismo desenvolvida e fabricada pela Honda. A primeira versão surgiu em Outubro de 1974 (lançada no Salão de Colónia na Alemanha) e rapidamente se tornou num modelo muito popular no mercado Norte-Americano, no Noroeste Europeu e na Austrália. Durante a sua história, foram introduzidas diversas modificações, tanto no seu desenho como na sua mecânica. Em 1975, a Gold Wing possuía um motor boxer de 4 cilindros e 999cc de cilindrada que, com o passar dos anos, acabaria por evoluir, até chegar ao motor boxer de 6 cilindros e de 1832cc em 2001.
Foram fabricadas mais de 1 milhão de unidades na fábrica de Marysville, Ohio nos Estados Unidos, desde o ano de 1974 até 2009, ano em que a produção deste modelo foi descontinuada. A Honda decidiu então transferir a sua produção para uma fábrica situada na cidade de Kumamoto, Japão em 2011, para que, a partir de 2012, pudesse voltar ao mercado. 
Em produção desde 1975, os modelos de 2010 possuem evoluções tecnológicas como microprocessadores, GPS, sistemas de áudio, travões com ABS, sistemas de rastreamento e airbag. Logo após a História, seguem as versões:

## História
Inicialmente, durante a sua fase de desenvolvimento, foi chamado de projecto 371 que derivada de trabalhos de modificação no motor M1. Toshio Nozue (que havia trabalhado no desenvolvimento do modelo CB 750 Four) escolheu Irimajiri como líder do projecto para o seu desenvolvimento. O motor M1 de 1470cc de cilindrada foi considerado demasiado grande e a adopção de motores com 5 e 6 cilindros foi abandonada também por estes serem considerados igualmente grandes (1973-1974) e também para o projecto de mercado para esse tipo de motor. O desenho do motor M1 foi então redesenhado, dando origem a um motor de 1000cc de cilindrada, de 4 cilindros opostos 2 a 2.

## GL 1000
Do projecto 371 resultou um motor arrefecido por líquido com 1000 cc de cilindrada de quatro cilindros opostos 2 a 2 e dispostos horizontalmente, paralelos à cambota e próximos do solo. Possuía uma árvore de cames à cabeça (SOHC) e um alternador accionado com engrenagens na parte posterior da cambota. Ao utilizar engrenagens, o alternador rodava na direcção oposta da cambota, contrariando não só a aceleração e o torque do motor mas também aumentando a resistência ao bloco de cilindros do motor. O cárter é formado por uma peça com a transmissão posicionada por baixo, reduzindo assim o efeito de rotação do motor. A transmissão final é feita por cardan.
As primeiras Gold Wing foram colocadas à venda na Europa e nos Estados Unidos em 1975, mas os modelos de pré-produção da GL1000 foram primeiramente revelados aos distribuidores de Las Vegas em Setembro de 1974, durante a reunião anual de distribuidores e apresentadas ao público no mês seguinte, na IFMA International Fahrrad und Motorrad-Ausstellung (Salão Internacional de Bicicletas e Motocicletas Intermot) em Colónia, na Alemanha.
Pequenas carenagens foram montadas nos 2 modelos de produção para os distribuidores em Las Vegas. Essas carenagens foram projectados pela Honda para serem vendidas como acessório Hondaline e a sua produção estava inicialmente destinada a ser fabricada nos EUA pela Vetter Fairing Company, mas este projecto nunca entrou em produção em virtude da destruição acidental dos moldes. Consequentemente, o Gold Wing nasceu despida (naked - sem carenagens), sem cestos e sem pára-brisas. Isto criou uma oportunidade para os fabricantes independentes oferecerem acessórios, tais como a série Windjammer desenvolvidos por Craig Vetter.
O arranque da GL 1000 Original (nomeada K0) podia ser feito electricamente ou por pedal. O pedal de arranque estava escondido atrás do tanque de combustível. Também o filtro de ar, o radiador e os quatro carburadores Keihin de 32 milímetros estão ocultos. O tanque de combustível real está posicionado sob o assento, para manter o centro de gravidade da moto o mais baixo possível. A moto tinha um peso a seco de 265kg e um preço de venda ao público nos EUA de $2.900,00. Só nos Estados Unidos foram vendidas 13.000 unidades da Gold Wing em 1975.
Não ocorreram mudanças significativas na Gold Wing de 1976 (o modelo K1), com excepção do preço que aumentou para $2.960,16. Para comemorar os 200 anos da independência dos Estados Unidos, a Honda lançou uma edição comemorativa, a GL 1000 Limited, com grafismo e cores especiais alusivos ao dia 4 de Julho. A GL 1000 Limited foi uma edição limitada com a produção de apenas 3.400 unidades que tinham um preço de $3.295,00.
No terceiro ano (o modelo K2), a Honda começou a refinar a Gold Wing, embora as mudanças para 1977 fossem pequenas, como blindagens térmicas dos escapes, novo assento e novo guiador, e indicador de combustível. O peso aumentou para 270kg e o preço final foi reajustado para $2.938,23. A divisão de motocicletas da Honda no Reino Unido produziu 52 modelos GL 1000 K1 Executive ao agregar accessórios "Premium" para as Gold Wing de 1977 com um preço de venda de £2.300,00 (exclusivas para o Reino Unido).
O motor foi modificado em 1978 (o modelo K3) apresentando agora mais torque a baixas rotações. Ocorreu também a redução de 1mm nos carburadores, o sistema de escape foi redesenhado e foram reajustados os tempos de funcionamento das válvulas [:en:ignition timing|ignición]]. O pedal de arranque foi definitivamente eliminado da moto. Um pequeno painel de instrumentos apareceu sobre o tanque de combustível falso. As rodas raiadas foram substituídas por jantes ComStar, mas mantiveram-se os pneus com câmara de ar. O peso a seco subiu para os 272,6kg e o preço de venda para os $3.200,00.
O ano de 1979 marcou o final da produção da GL 1000 (o modelo K4) com a versão produzida em Inglaterra intitulada KZ. O peso a seco subiu, ligeiramente, para 274,0kg e o preço de venda para $3.700,16. Para além de algumas pequenas alterações introduzidas neste modelo, foram utilizadas novas rodas ComStar com raios de aço, substituindo os originais do ano anterior, substituídas por serem demasiadamente frágeis. Para o último ano havia ainda disponíveis uma caixa e malas laterais da marca "Hondaline" para colocação na traseira, embora ainda não tivesse sido desenvolvida carenagem integral.
A Honda vendeu mais de 97.000 unidades da GL 1000 nos Estados Unidos em 1979 e da primeira versão da Gold Wing, lançada em 1974 até 1979, foram vendidas cerca de 150.000 unidades. 

## GL 1100
Relançada em 1980 e vendida até 1983, manteve as características da GL 1000, mas com alguns equipamentos adicionais. 
O motor era em tudo idêntico, mas com cilindrada de 1.085cc (66.2 cu in) e ignição electrónica substituída por OPS ("older point system"). 
A suspensão recebeu um sistema de ar ajustável. Muitos componentes mecânicos eram comuns aos modelos GL 1000 e GL 1100.

## GL 1200
Lançada em 1984 com um motor completamente novo de 1.182cc (72.1 cu in). O quadro foi alargado para poder acomodar o maior volume dos escapes desportivos.
Foram também introduzidas carenagens, eliminando a aparência "naked" da sua antecessora.
1984 foi o último ano do modelo "standard".
Em 1985, foi lançado o submodelo GL1200LTD. Como o nome sugere, teve uma produção limitada. Neste modelo, foi projectado um sistema de injecção eletrónica, suspensão traseira auto-ajustável, "cruise control", um sistema estéreo dolby da marca Panasonic e decoração exclusiva em dois tons de ouro.

## GL 1500
Em 1988 foi lançada a Gold Wing 1500 Series. A maior diferença foi a troca do motor de quatro cilindros para um com 1.520cc (93 cu in) de seis cilindros. 
Foi chamada de Honda Valkyrie em alguns lugares dos Estado Unidos;

## GL 1800
Em 2001, a GL 1800 foi introduzida com um motor de 1.832cc (111.8 cu in), injecção electrónica e com menor peso. Isto deveu-se ao fabrico do quadro em alumínio (Foi emitido um aviso em virtude da possibilidade de ruptura do quadro).

## Modelos

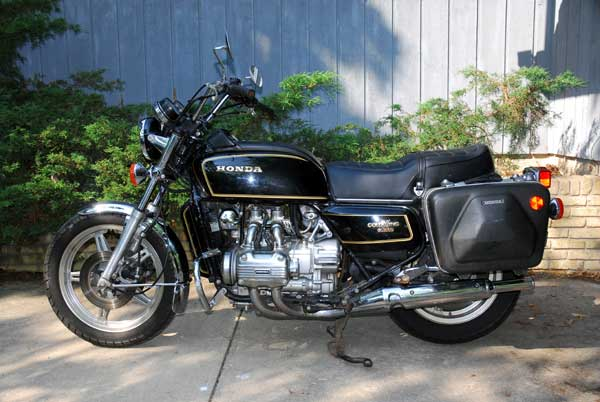
Primeiro modelo
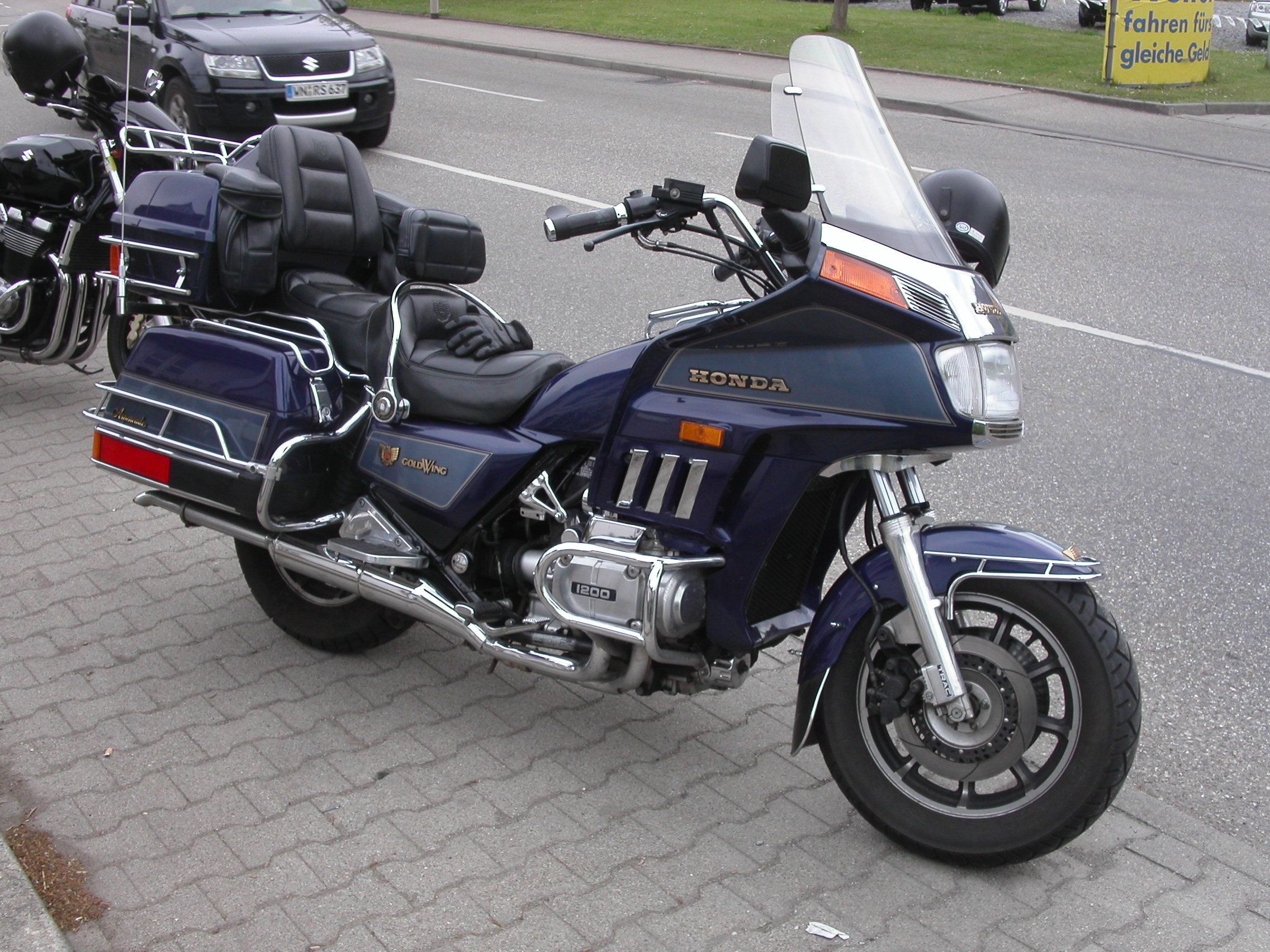
Modelo 1200 (terceiro)
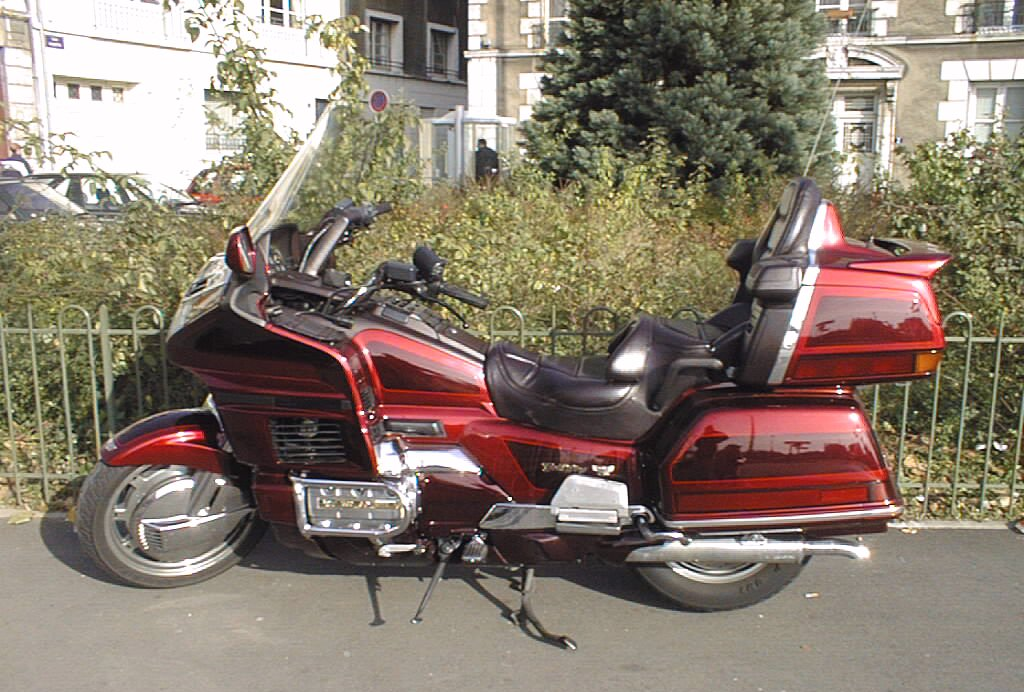
Modelo 1500 (quarto)
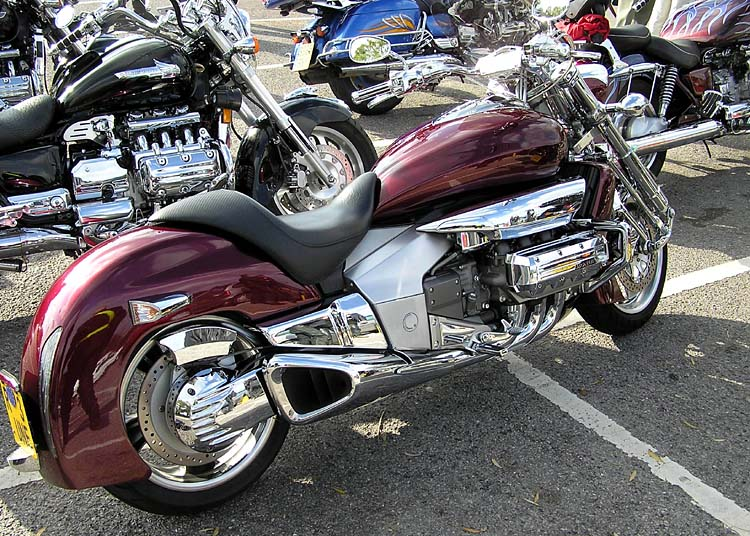
Modelo 1800
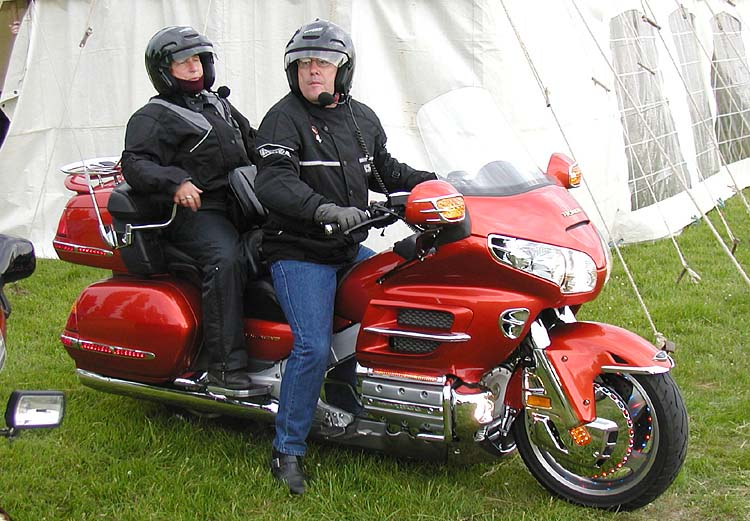
Modelo 1800 (quinto modelo)
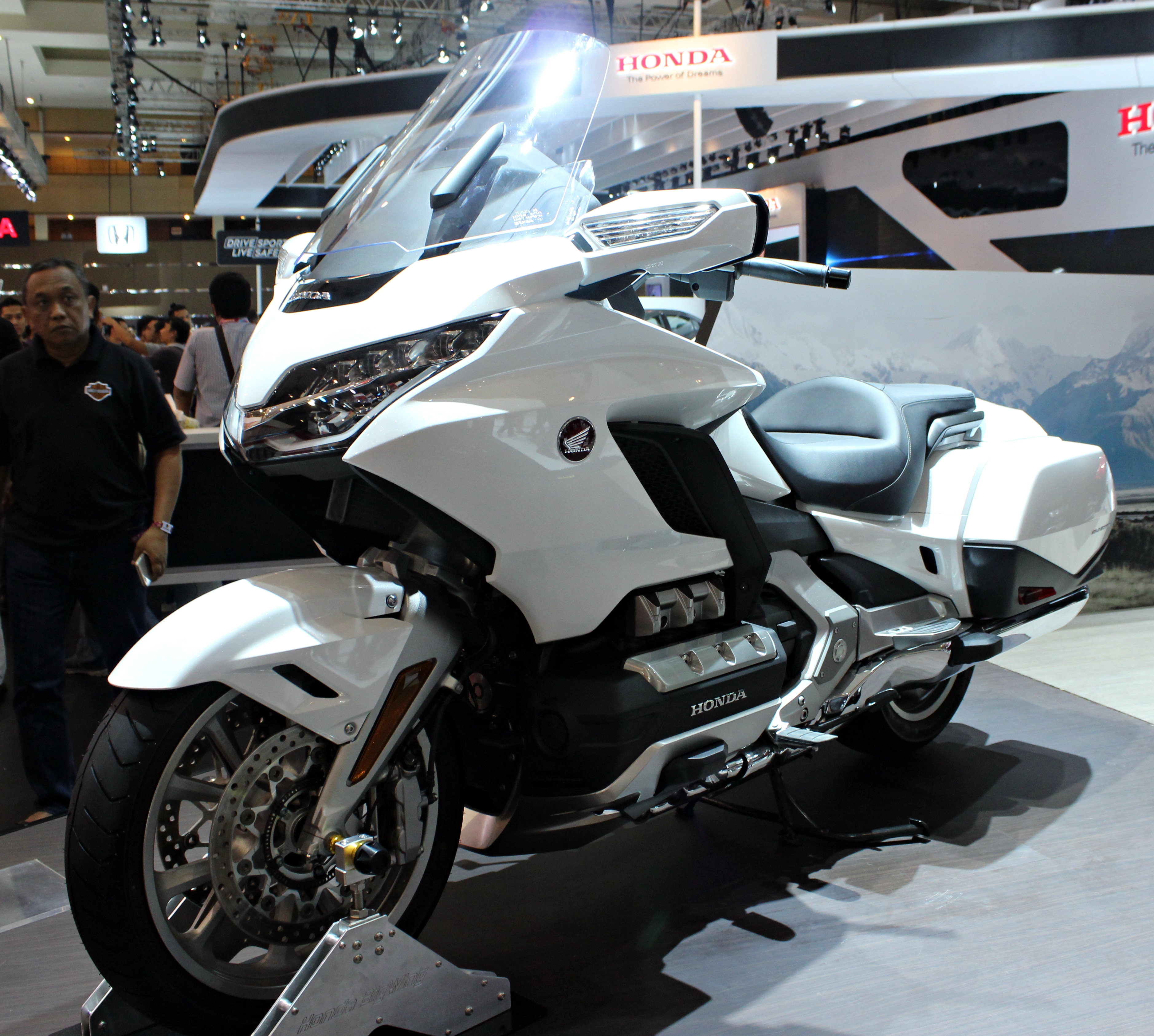
Modelo 1800 (2018)